# Skórnik dębowy

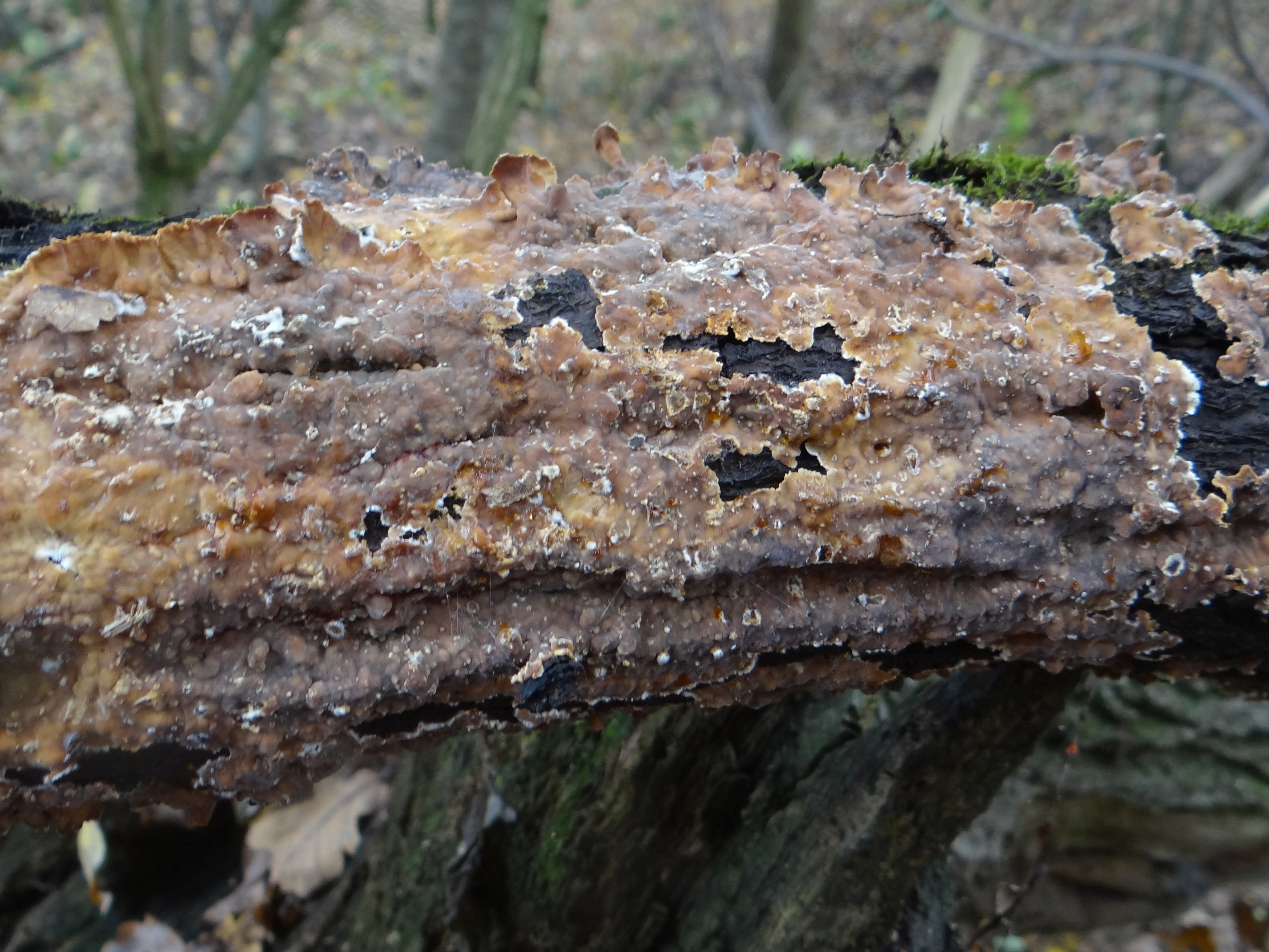

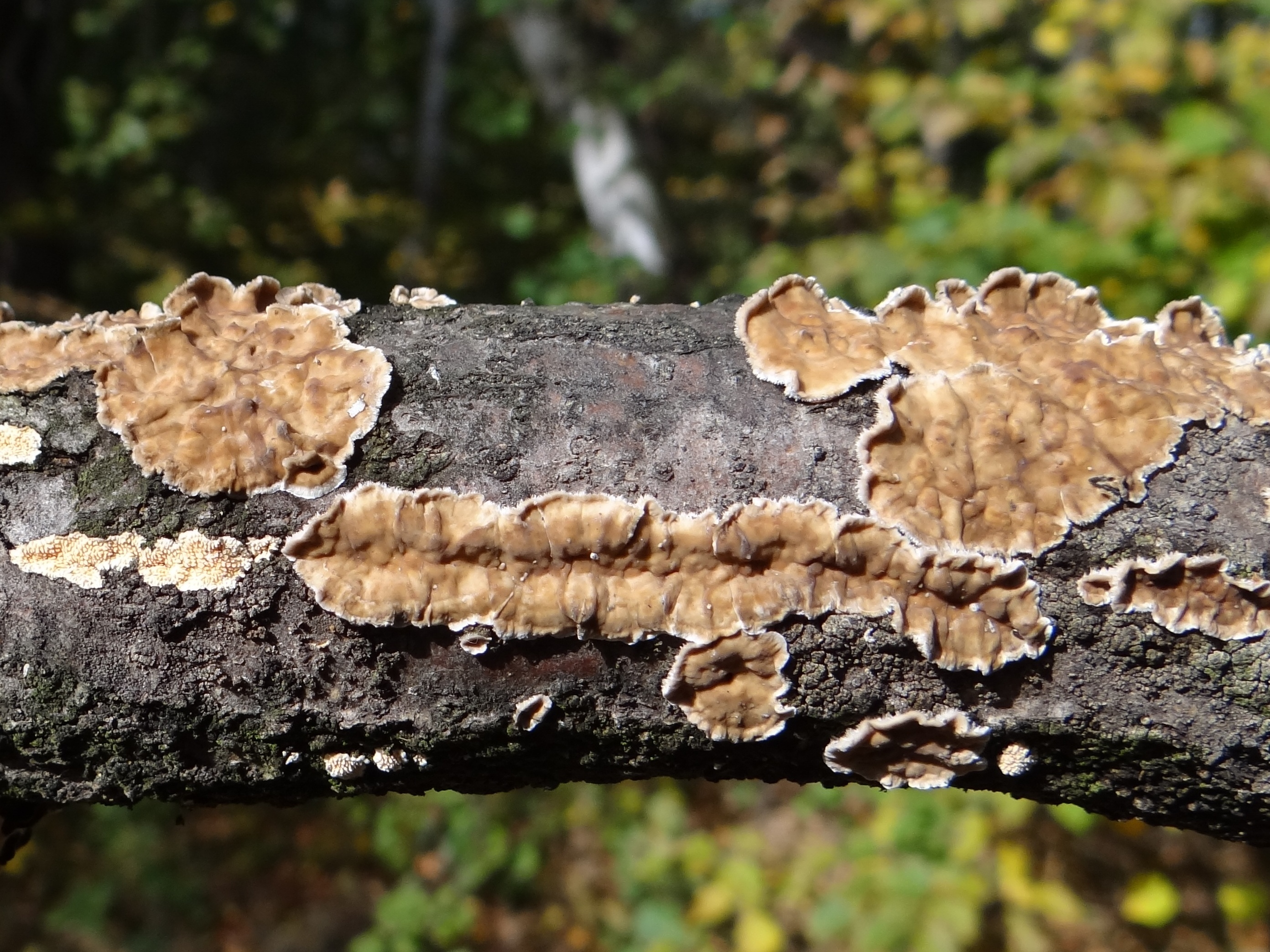

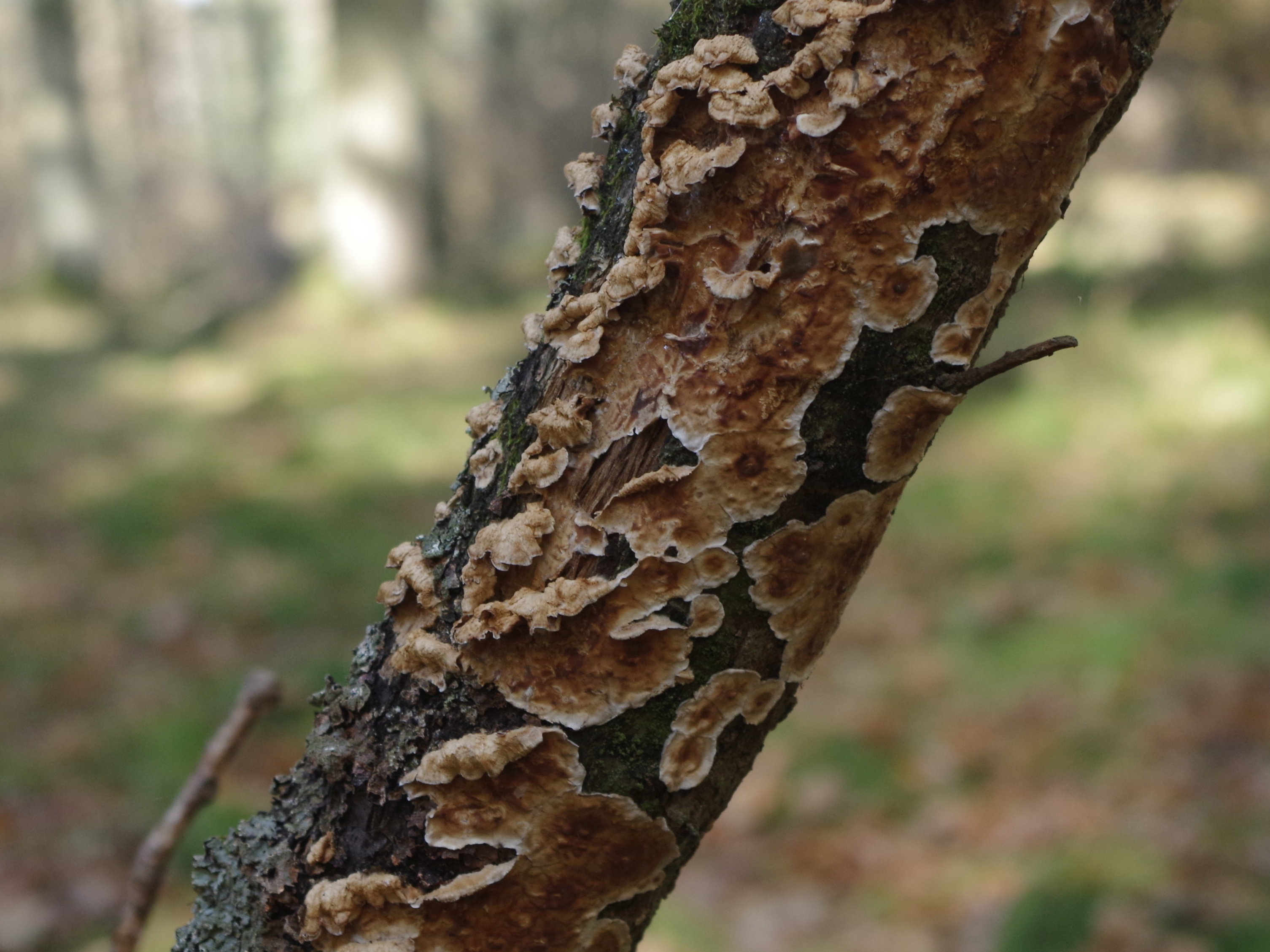

Skórnik dębowy (Stereum gausapatum  (Fr.) Fr.) – gatunek grzybów należący do rodziny skórnikowatych (Stereaceae).

## Systematyka i nazewnictwo
Pozycja w klasyfikacji według Index Fungorum: Stereaceae, Russulales, Incertae sedis, Agaricomycetes, Agaricomycotina, Basidiomycota, Fungi.
Po raz pierwszy takson ten zdiagnozował w 1828 r. Elias Fries nadając mu nazwę Thelephora gausapata. Obecną, uznaną przez Index Fungorum nazwę nadał mu w 1874 r. ten sam autor, przenosząc go do rodzaju Stereum.  Niektóre synonimy łacińskie:

- Cladoderris gausapata (Fr.) Fr. 1845
- Haematostereum gausapatum (Fr.) Pouzar 1959
- Stereum cristulatum Quél. 1872
- Stereum gausapatum (Fr.) Fr. 1874 f. gausapatum
- Stereum gausapatum f. resupinata Pilát 1930
- Stereum hirsutum var. cristulatum Quél. 1872
- Stereum quercinum Potter 1901
- Thelephora gausapata Fr. 1828

Nazwę polską podali Barbara Gumińska i Władysław Wojewoda w 1983 r.

## Morfologia
Owocnik
Rozpostarty, rozpostarto-odgięty, często z odgiętymi i odstającymi od podłoża muszlowatymi kapelusikami, które tworzą dachówkowate skupienia. Pojedynczy kapelusik ma rozmiar do 10 × 10-25 × 5-15 mm, kolisty lub zbliżony do kolistego kształt i przyrasta bokiem. Powierzchnia jest płatowata i pomarszczona faliście. Powierzchnia górna jest szczeciniasto owłosiona, nieco bruzdowana i włóknista. Ma koncentryczne strefy o ubarwieniu brunatnordzawym, rudawym, brązowoczerwonym lub szaro-płowo-żółtym. Brzegi są białawe. Powierzchnia hymenialna gładka lub nieco oszroniona albo delikatnie pofałdowana o barwie od białawej do płowożółtej. Uszkodzona początkowo czerwienieje, później staje się coraz bardziej brunatna, w końcu czarna. Kontekst cienki i skórzasty.
Cechy mikroskopijne
Strzępki kontekstu o średnicy 5- 7μm, grubościenne lub pełne, bezbarwne, równoległe, o końcach wyginających się w dół i wrastających na różną głębokość do subhymenium i hymenium. Kończą się tutaj bladobrunatnymi pseudocystydami. Podstawki o rozmiarach 30–45 × 3–6 μm. Zarodniki podłużnie elipsoidalne do cylindrycznych, bezbarwne, cienkościenne, o rozmiarach 6–10 × 3,5–4,5 μm amyloidalne. 

## Występowanie i siedlisko
Jest szeroko rozprzestrzeniony na całej półkuli północnej. Na półkuli południowej występuje tylko w środkowej Australii. W Polsce dość częsty.
Występuje w lasach liściastych i mieszanych na pniach, pniakach i gałęziach drzew liściastych, najczęściej na dębach, wyjątkowo na brzozie brodawkowatej i grabie pospolitym. Owocniki jednoroczne, rozwijają się cały rok, z wyjątkiem mroźnych miesięcy zimowych. Często występuje razem z skórnikiem szorstkim (Stereum hirsutum).

## Znaczenie
Saprotrof, czasami również pasożyt. Grzyb niejadalny.

## Gatunki podobne
Od innych gatunków skórników odróżnia się tym, że jego świeże owocniki zmieniają barwę po uszkodzeniu (tzw. „krwawienie”). W Polsce występują jednak jeszcze dwa inne gatunki takich „krwawiących” skórników: Stereum sanguinolentum i Stereum rugosum. Od nich skórnik dębowy odróżnia się miejscem występowania (na dębach) oraz promieniowym fałdowaniem kapelusików. Mikroskopowo odróżnia się brunatnym zabarwieniem pseudocystyd.